# Коле Петито (Терамо)
Коле Петито (итал. Colle Petitto) је насеље у Италији у округу Терамо, региону Абруцо.
Према процени из 2011. у насељу је живело 94 становника. Насеље се налази на надморској висини од 390 м.